# Serge Camaille
 (janvier 2025).
La mise en forme du texte ne suit pas les recommandations de Wikipédia : il faut le « wikifier ».
Les points d'amélioration suivants sont les cas les plus fréquents. Le détail des points à revoir est peut-être précisé sur la page de discussion.
- Les titres sont pré-formatés par le logiciel. Ils ne sont ni en capitales, ni en gras.
- Le texte ne doit pas être écrit en capitales (les noms de famille non plus), ni en gras, ni en italique, ni en « petit »…
- Le gras n'est utilisé que pour surligner le titre de l'article dans l'introduction, une seule fois.
- L'italique est rarement utilisé : mots en langue étrangère, titres d'œuvres, noms de bateaux, etc.
- Les citations ne sont pas en italique mais en corps de texte normal. Elles sont entourées par des guillemets français : « et ».
- Les listes à puces sont à éviter, des paragraphes rédigés étant largement préférés. Les tableaux sont à réserver à la présentation de données structurées (résultats, etc.).
- Les appels de note de bas de page (petits chiffres en exposant, introduits par l'outil «  Source ») sont à placer entre la fin de phrase et le point final[comme ça].
- Les liens internes (vers d'autres articles de Wikipédia) sont à choisir avec parcimonie. Créez des liens vers des articles approfondissant le sujet. Les termes génériques sans rapport avec le sujet sont à éviter, ainsi que les répétitions de liens vers un même terme.
- Les liens externes sont à placer uniquement dans une section « Liens externes », à la fin de l'article. Ces liens sont à choisir avec parcimonie suivant les règles définies. Si un lien sert de source à l'article, son insertion dans le texte est à faire par les notes de bas de page.
- La présentation des références doit suivre les conventions bibliographiques. Il est recommandé d'utiliser les modèles {{Ouvrage}}, {{Chapitre}}, {{Article}}, {{Lien web}} et/ou {{Bibliographie}}. Le mode d'édition visuel peut mettre en forme automatiquement les références.
- Insérer une infobox (cadre d'informations à droite) n'est pas obligatoire pour parachever la mise en page.

Pour une aide détaillée, merci de consulter Aide:Wikification.
Si vous pensez que ces points ont été résolus, vous pouvez retirer ce bandeau et améliorer la mise en forme d'un autre article.
 (janvier 2025).
Serge Camaille, né le 14 décembre 1957 à Neuilly-sur-Seine, est un écrivain français.

## Biographie
Né à Neuilly-sur-Seine, Serge Camaille grandit dans le berceau familial du sud du Cher . Il commence sa vie professionnelle comme libraire et journaliste de presse et de radio. Son travail de journaliste le conduit alors à s'installer en Auvergne . Son premier livre, Le P'tit Berlaudiot, édité par les éditions Marivole en 2014 (édition poche De Borée 2016), le révèle au grand public comme romancier. Il obtient ensuite le Prix Arverne en 2018 pour son livre L'enfant de Carladès, publié chez De Borée,. Sa bibliographie fait de lui un auteur régionaliste s'intéressant aux terroirs du grand Centre (Berry, Bourbonnais, Auvergne et Nivernais).
Serge Camaille est également collecteur de contes et de légendes. Le Cercle Littéraire Catherine de Médicis lui a accordé son prix "contes et légendes" pour trois ouvrages : Les Légendes d'Auvergne ; Les légendes berrichonnes ; Les contes populaires du Bourbonnais et du Nivernais .

## Publications
Romans
- 2014 : Le P'tit Berlaudiot, Marivole. Prix du roman Cercle Littéraire Catherine de Médicis. Édition de Borée en 2016 pour l'édition poche[6],[7],[8].
- 2014 : Un Secret, Marivole éditeur[9].
- 2015 : Tais-toi, Joseph !, Marivole éditeur [10],[11].
- 2016 : La Main sur le sac, Marivole éditeur[12].
- 2016 : Une belle bande, Marivole éditeur[13],[14].
- 2017 : Passé composé, Marivole éditeur[15].
- 2017 : L'Enfant du Carladès, De Borée éditeur. Prix Arverne 2018 [16],[17],[18],[19],[20].
- 2018 : Peau de Lapin, Marivole éditeur[21],[22],[23],[24],[25].
- 2018 : Le paysan sans vache, De Borée éditeur.
- 2019 : Un charmant petit Village, Marivole éditeur [26].

Contes, Légendes et Traditions populaires
- 2015 : Les vieux remèdes auvergnats, Magasin Pittoresque éditeur.
- 2015 : Les contes populaires du Bourbonnais et du Nivernais, Éditions CPE
- 2015 : Les légendes d'Auvergne, Éditions CPE [27]
- 2016 : Les légendes d'Auvergne (second opuscule), Éditions CPE
- 2016 : Les légendes du Bourbonnais et du Nivernais, Éditions CPE
- 2018 : Les légendes oubliées du Berry, co-écrit avec Christophe MATHO, Marivole éditeur[28],[29],[30],[31]

Gastronomie
- 2014 : La cuisine bourbonnaise et nivernaise de mamie, Marivole éditeur.
- 2015 : La cuisine berrichonne, Magasin Pittoresque éditeur.
- 2016 : La cuisine auvergnate, Magasin Pittoresque  éditeur.